# Pérignac (Charente)
Pérignac ist eine westfranzösische Gemeinde mit 496 Einwohnern (Stand 1. Januar 2022) im Département Charente in der Region Nouvelle-Aquitaine.

## Lage
Pérignac liegt etwa 28 Kilometer (Fahrtstrecke) südwestlich von Angoulême in der Kulturlandschaft des Angoumois in einer Höhe von etwa 160 Metern ü. d. M. Die Flüsse Né und Arce durchfließen das Gemeindegebiet im Norden und im Süden.

## Bevölkerungsentwicklung
| Jahr      | 1962 | 1968 | 1975 | 1982 | 1990 | 1999 | 2006 | 2016 |
| Einwohner | 528  | 501  | 467  | 430  | 475  | 485  | 518  | 464  |

In der ersten Hälfte des 19. Jahrhunderts schwankte die Einwohnerzahl der Gemeinde stets um die 1000; infolge der Reblauskrise im Weinbau und der Mechanisierung der Landwirtschaft sank die Einwohnerzahl danach kontinuierlich bis auf die Tiefststände in den 1970er und 1980er Jahren ab.

## Wirtschaft
Die Einwohner der Gemeinde lebten jahrhundertelang als Selbstversorger von der Landwirtschaft; die Böden der Gemeinde gehören zu den Fins Bois des Weinbaugebietes Cognac und so finden sich mehrere Weinfelder in der Umgebung des Ortes. Der Tourismus in Form der Vermietung von Ferienwohnungen trägt ebenfalls seit den 1970er Jahren zu den Einnahmen der Gemeinde bei.

## Geschichte
Im Mittelalter lag Pérignac an einer über Angoulême führenden Nebenstrecke des Jakobswegs (Via Turonensis).

## Sehenswürdigkeiten

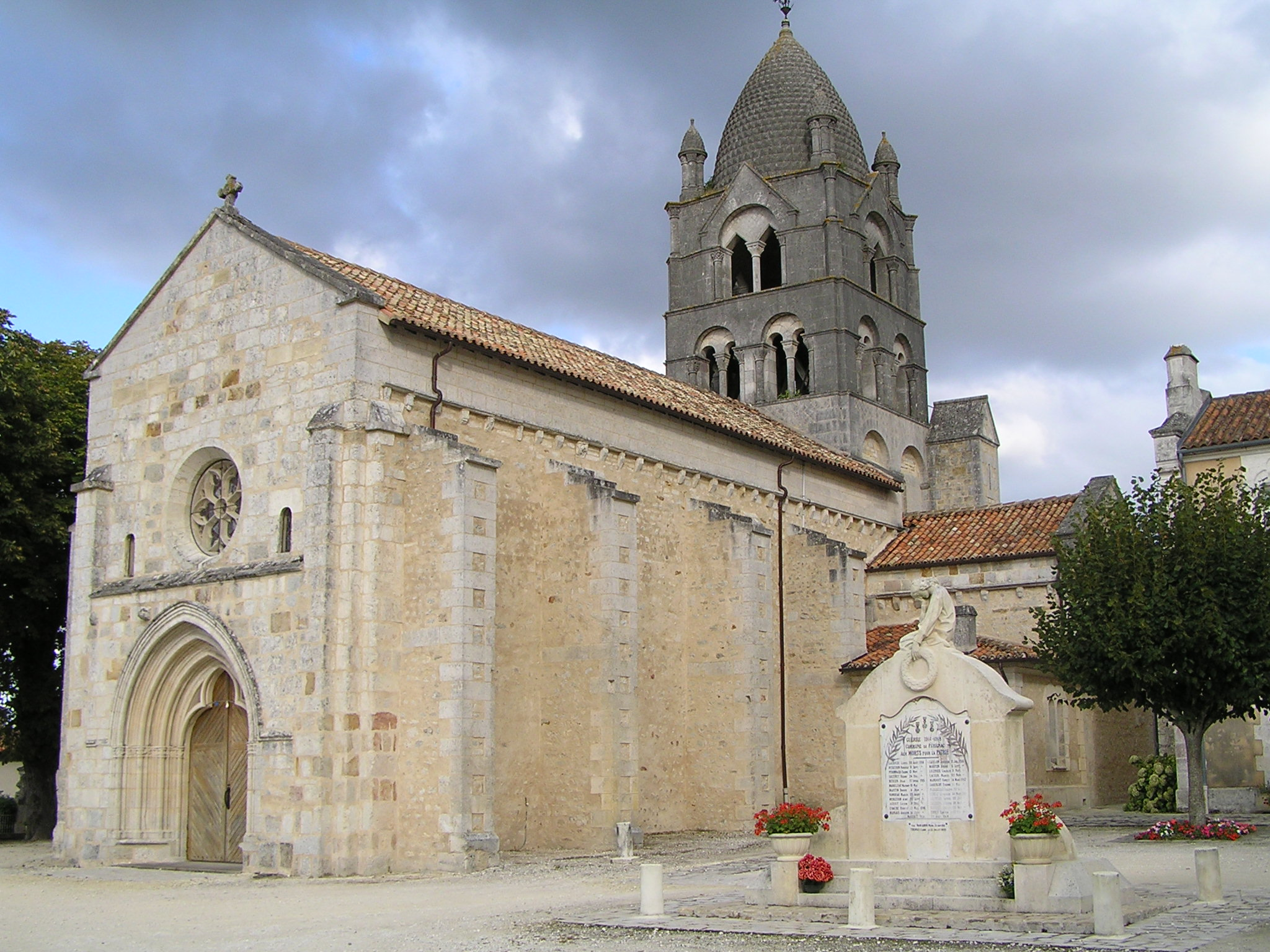
Kirche Saint-Germain et Saint-Protais

- Die Pfarrkirche Saint-Germain et Saint-Protais ist ein romanischer Bau des 12. Jahrhunderts, dessen aus nur grob bearbeiteten Bruchsteinen errichtete Außenwände aber im 13. Jahrhundert durch Strebepfeiler verstärkt und erhöht wurden um im Innern ein (neues?) Gewölbe einziehen zu können; bei dieser Gelegenheit wurde auch die Fassade des Baus erneuert und gotisiert. Weitgehend original erhalten ist hauptsächlich die durch ein Chorjoch nach Osten verlängerte Apsis mit ihrer Blendarkadengliederung und fünf Fenstern mit eingestellten Säulen; der umlaufende Konsolenfries zeigt die ursprüngliche Höhe der Dachtraufe an. Im ausgehenden 19. Jahrhundert erhielt die Kirche einen neoromanischen Vierungsturm, der nach dem Vorbild der Kathedrale von Angoulême gestaltet ist. Die Kirche ist seit dem Jahr 1907 als Monument historique[1] anerkannt. Einige historische Ausstattungsgegenstände stehen ebenfalls unter Denkmalschutz, darunter einige mittelalterliche Kapitelle, eine Glocke aus dem Jahr 1687 u. a. (→ Weblink).
- Ein ehemaliges Armenhaus (aumônerie) für Pilger ist erhalten. In der Nähe steht auf einem abgetreppten und von mittelalterlichen Kapitellen eingefassten Sockel ein monolithischer oktogonaler Säulenschaft und ein Kalvarienkreuz mit einem Kruzifixus.
- Das Château de Lerse liegt im Süden der Gemeinde und bezieht seinen Namen vom Flüsschen Arce. Der aus dem ausgehenden 15. und 16. Jahrhundert stammende und idyllisch gelegene Baukomplex befindet sich in Privatbesitz.

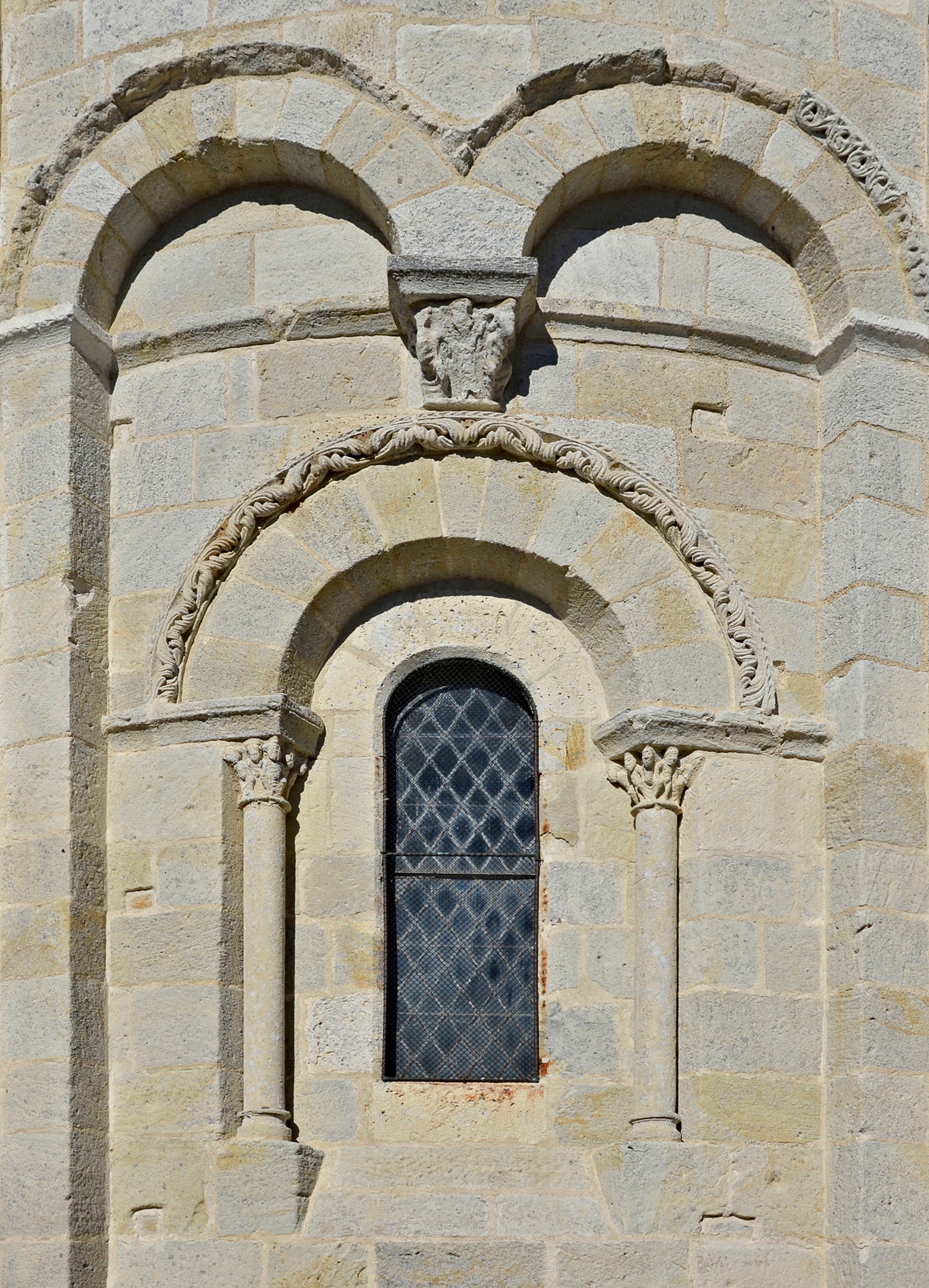
Detail der Apsis
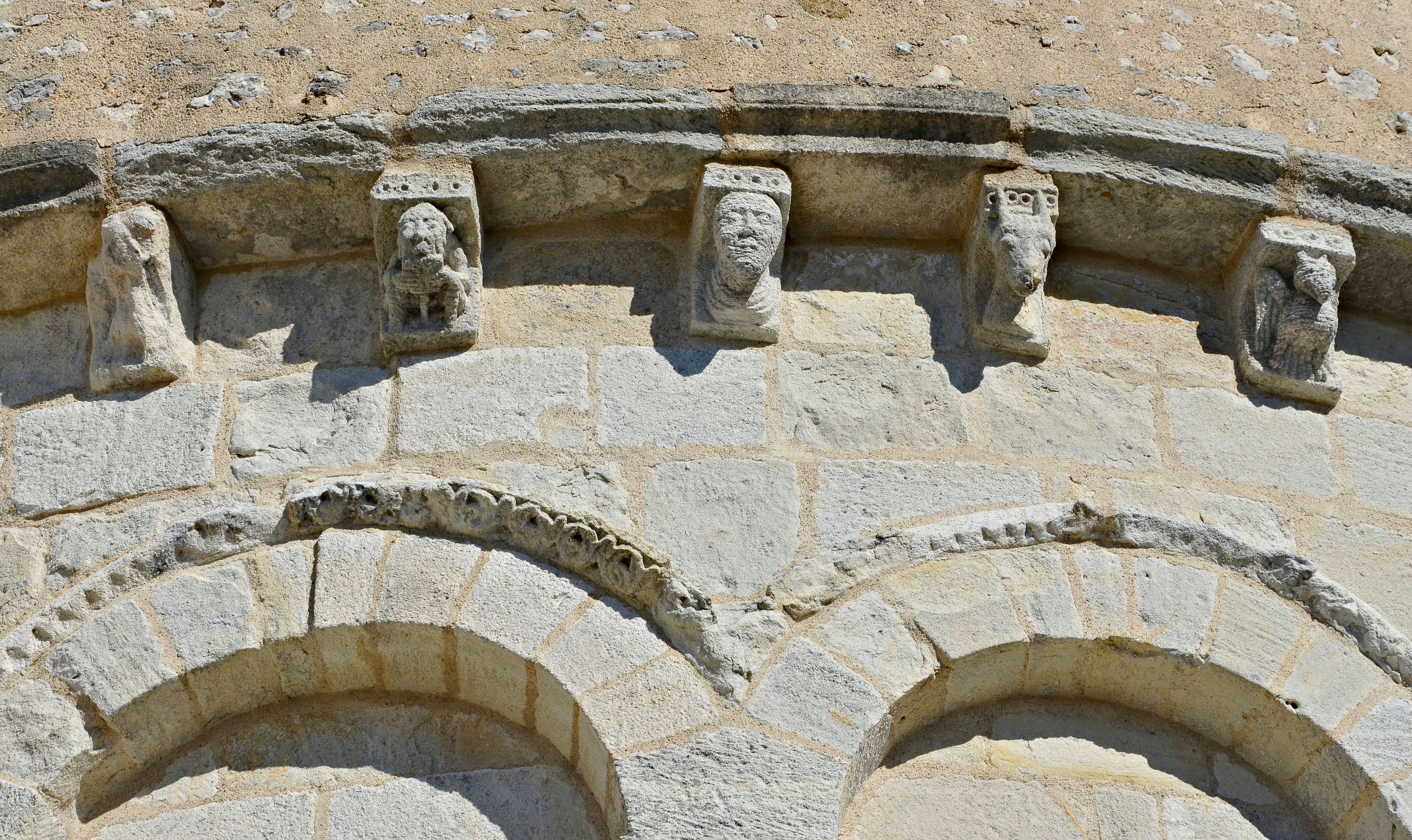
Detail des Konsolenfrieses
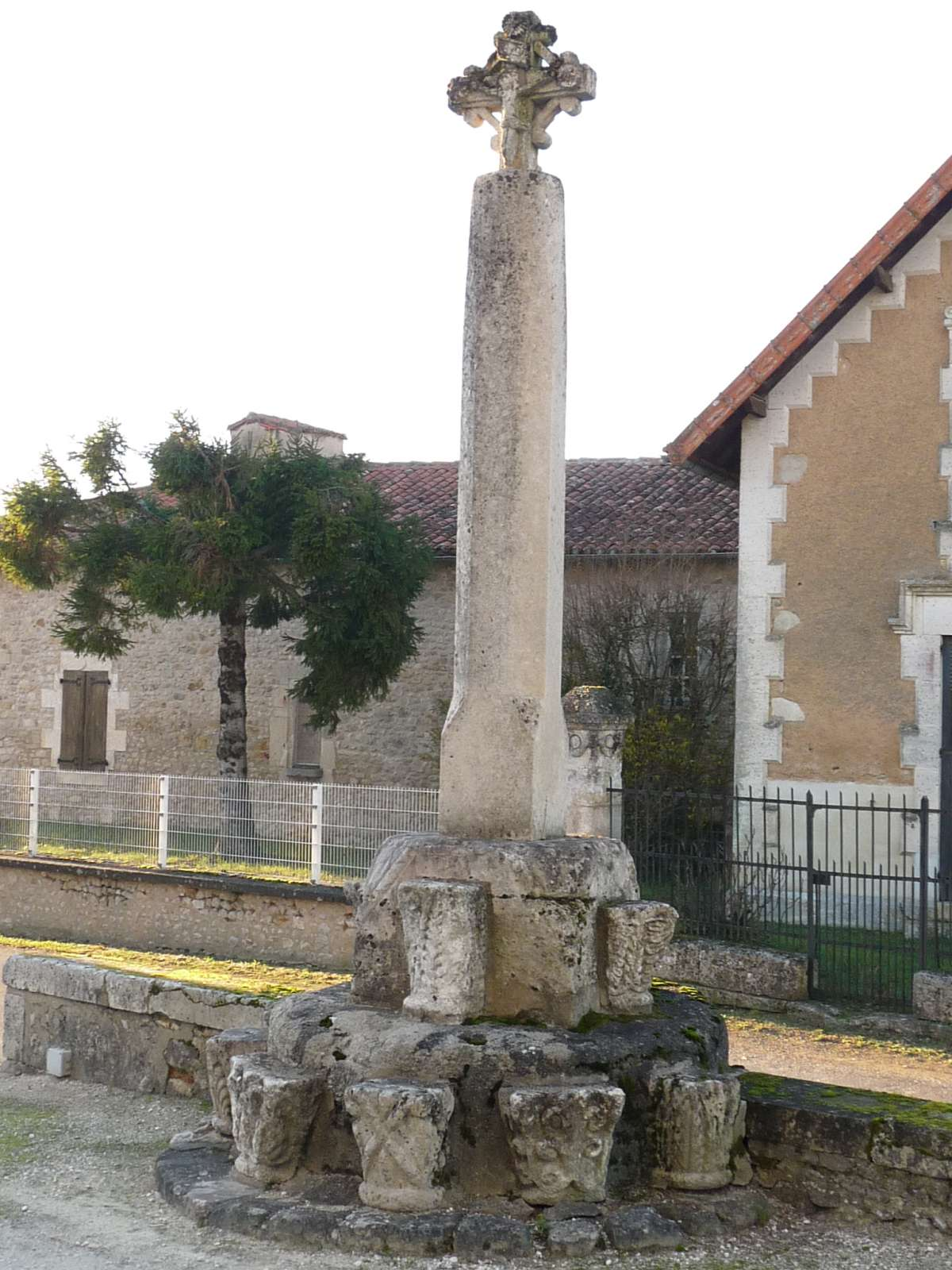
Kalvarienkreuz
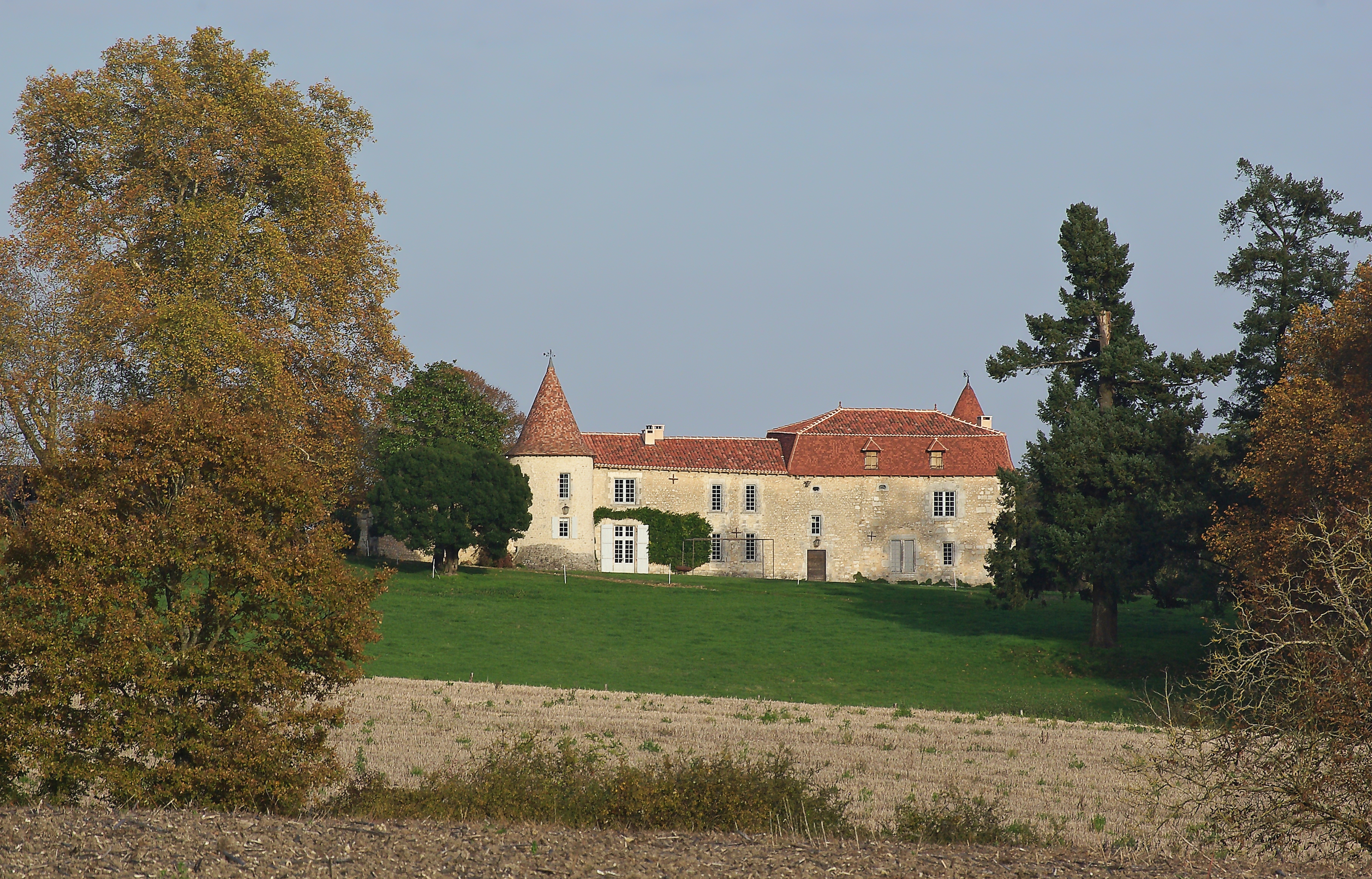
Château de Lerse